# Callosciurus concolor
Callosciurus concolor ist eine Hörnchenart aus der Gattung der Echten Schönhörnchen (Callosciurus). Sie kommt auf der südlichen Hälfte der Malaiischen Halbinsel vor. Das nördlichste Vorkommen liegt in der thailändischen Provinz Trang.

## Merkmale
Callosciurus concolor ist eine mittelgroße Schönhörnchenart mit einer durchschnittlichen Kopf-Rumpf-Länge von 28 Zentimeter. Die Grundfärbung des Fells ist grau. Auf der Mitte des Rücken ist das Fell leicht gerötet. Diese Färbung erstreckt sich bis zur Basis des Schwanzes, jedoch nicht auf die Körperseiten, in die Leistengegend und auch nicht bis zum Hals. Die Schwanzspitze ist schwärzlich, aber die Abgrenzung zum übrigen, grau gefärbten Schwanz ist nicht deutlich ausgeprägt. Der Bauch ist silbrig-grau gefärbt. Verglichen mit seinem nächsten Verwandten, dem Graubauchhörnchen (Callosciurus caniceps), ist Callosciurus concolor kleiner. Das Graubauchhörnchen ist auf dem Rücken eher grau-orange gefärbt und diese Färbung erstreckt sich auch auf die Körperseiten und die Leistengegend. Außerdem haben beide Arten deutlich unterschiedliche Paarungsrufe. Vom Bananenhörnchen (Callosciurus notatus) und vom Schwarzstreifen-Schönhörnchen (Callosciurus nigrovittatus), die beide auch auf der malaiische Halbinsel vorkommen, kann Callosciurus concolor durch das Fehlen von Längsstreifen auf den Körperseiten unterschieden werden.

## Lebensraum und Ernährung
Callosciurus concolor lebt auf der malaiischen Halbinsel in Primär- und Sekundärwäldern, in Plantagen und Gärten und Parks an Stadträndern bis in Höhen von 1135 Metern über dem Meeresspiegel. Die von der Art bewohnten Wälder werden in der Regel von Bäumen aus der Familie der Flügelfruchtgewächse geprägt. Sie ernährt sich von Früchten, Blättern, Borke, Blüten und Insekten. Zu den bevorzugten Früchten zählen Brotfrüchte, Feigen und Pfefferbeeren.

## Systematik
Callosciurus concolor wird als eigenständige Art innerhalb der Gattung der Echten Schönhörnchen (Callosciurus) eingeordnet, die aus 16 Arten besteht. Die wissenschaftliche Erstbeschreibung stammt vom englischen Zoologen Edward Blyth aus dem Jahr 1855. Das Hörnchen galt lange Zeit als Unterart des Graubauchhörnchens und bekam erst im Oktober 2024 den Status einer eigenständigen Art, da sich sein Paarungsruf deutlich von dem des Graubauchhörnchens unterscheidet und auch molekularbiologische Daten, sowie ein unterschiedlich geformter Penisknochen für die Trennung der beiden Arten sprechen.